# سيبروت

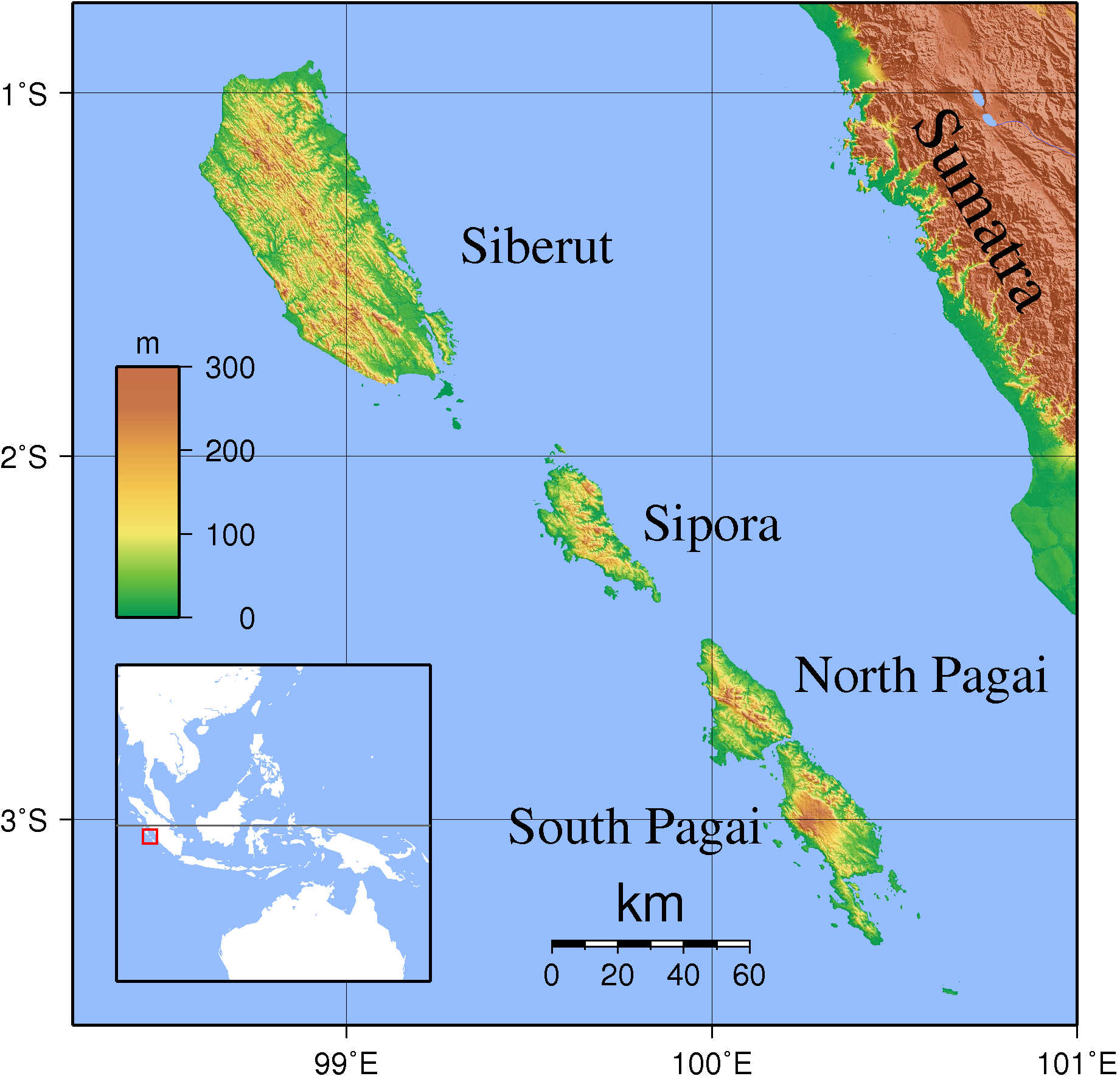
موقع جزيرة سيبروت ضمن جزر مينتاوي

سيبروت هي أكبر جزر مينتاواي الإندونيسية وتقع في أقصى شمالها، وتقع على بعد 150 كيلومترا غرب سومطرة في المحيط الهندي . والجزيرة هي موطن مهم بالنسبة لشعب مينتاواي. وتقع في النصف الغربي من الجزيرة حديقة سبيروت الوطنية والتي تم تعيينها في عام 1993. وتغطي الغابات المطيرة جزء كبيرا من الجزيرة، ولكن يخضع للتسجيل التجاري.
من الجزر الصغيرة المجاورة كاراماجيت وماسوكت والتي تقع في مضيق بانغالاوت في جنوب الجزيرة.

## الزلازل
تأثرت جزيرة سبيروت من زلزال وتسونامي المحيط الهندي 2004 ، ولكن من دون أي خسارة في الأرواح البشرية المعروفة. وقد ذكر تقرير أن الجزيرة قد ارتفعت إلى مستوى قد يصل إلى مترين من جراء الزلزال.

## الجغرافية
مناخ جزيرة سبيروت حار ورطب ويمثل مناخ الغابات الاستوائية المطيرة .
معدل هطول الأمطار السنوي 4000 مم. تتراوح درجات الحرارة 22-31 درجة مئوية، ومعدلات الرطوبة 81-85 ٪.
في الساحل الشرقي توجد العديد من الجزر والخلجان والشعاب المرجانية، ومغطاة بغابات المانغروف تمتد لتصل إلى 2 كم واسع قبل إعطاء الطريق إلى غابات نخيل نيباه . الساحل الغربي يتميز بغابات (Barringtonia) هو صعب الوصول بسبب البحر الهائج والمنحدرات الحادة. المنطقة الداخلية جبلية وترتفع إلى 384 مترا . التيارات الكثيرة تشكللانهار في المناطق المنخفضة، في بساتين الساغو وغابات المستنقعات. هناك أيضا نبات (dipterocarp) في مناطق الغابات الأولية.

### التنوع البيئي
إنفصلت سبيروت عن بقية جزر سوندا منذ منتصف العصر الجليدي . وقد أدى هذا العزل إلى التنوع البيولوجي، مع نحو 900 نوعا من النباتات الوعائية و 31 نوعا من الثدييات . خمسة وستين في المئة من الثدييات وخمسة عشر في المئة من غيرها من الحيوانات المتوطنة في بعض المستوى التصنيفي، مما يجعل جزيرة سبيروت فريدة من نوعها. يوجد 134 نوعا من الطيور في سبيروت منها 19 نوعا متوطنة. هناك 4 قرود الرئيسيات المتوطنة وهي:
- قرد جيبون المينتاواي (أو جيبون كلوس) (Hylobates klossii)
- قرد مكاك سبيروت (Macaca siberu)
- قرد الأوراق المينتاواي (Presbytis potenziani)
- القرد يقطوع الأنف (Simias concolor) .

### البيئة
سبيروت تعتبر محمية محيط حيوي منذ عام 1981. في عام 1993، عين في الجزء الغربي من الجزيرة كحديقة الوطنية، وتغطي مساحة قدرها 1905 كيلومتر مربع.
حوالي 70 ٪ من الغابات التي لا تزال خارج الحماية وتخضع لامتيازات قطع الأشجار.
في عام 2001، قام اليونسكو بمرحلة جديدة في برنامج سبيروت، في نية لحماية النظام البيئي من خلال التنمية المحلية. هذه المرحلة تتضمن إنشاء شراكة بين المجتمعات المحلية، والجماعات المحافظة والحكومة المحلية، وهو النهج الذي يبدو أن له شعبية بين السكان.

## الثقافات

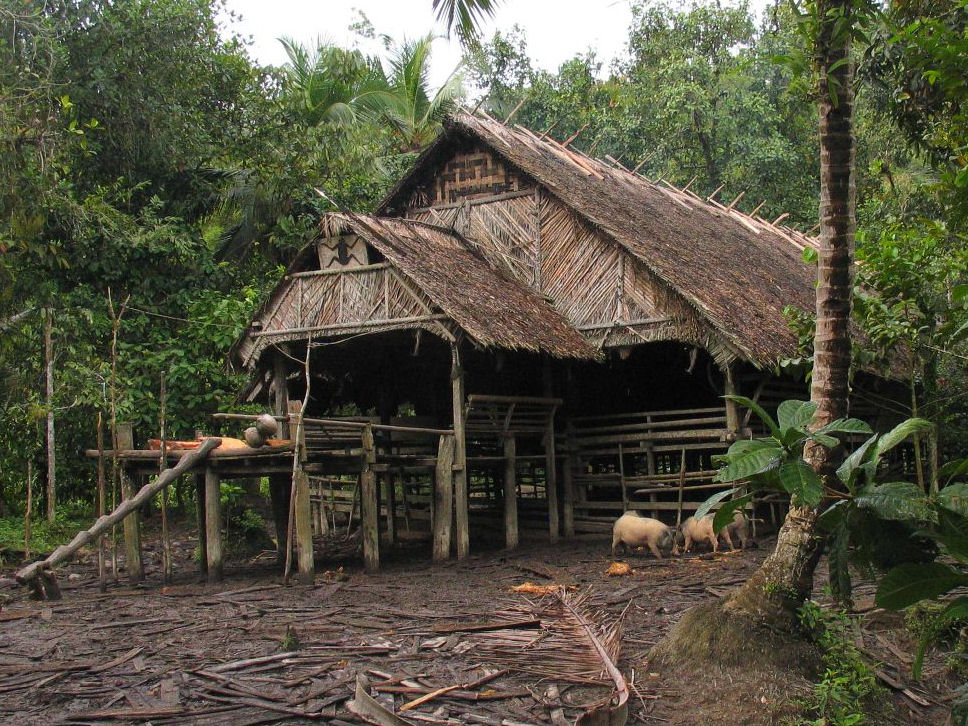
مساكن أوما (uma) التي يسكنها سكان غرب جزيرة سبيروت

يعتقد بعض علماء الأنثروبولوجيا أن شعوب شمال سومطرة والباتاك هم أول من استقر على الجزيرة منذ عدة آلاف من السنوات . ومع ذلك، توجد هناك الآن اختلافات كبيرة في الثقافة واللغة بين السكان.
في غرب الجزيرة، هناك تقليد حيث يسكن الناس في بيوت معروفة باسم أوما (Uma).